# Argument hyperbolického sinu

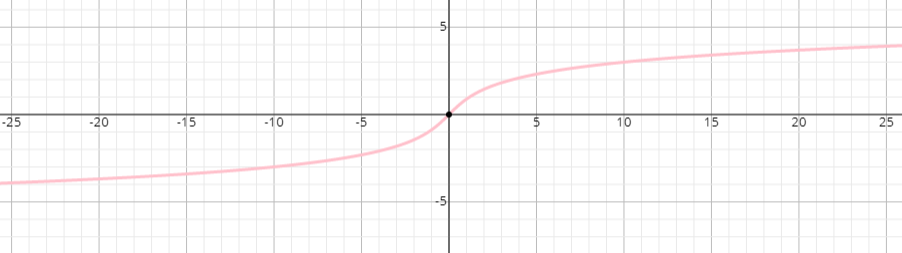
Graf funkce argument hyperbolického sinu

Argument hyperbolického sinu je hyperbolometrická funkce. Značí se {\displaystyle \operatorname {arsinh} x}.

## Definice
Argument hyperbolického sinu je definován jako funkce inverzní k hyperbolickému sinu definovanému na množině všech reálných čísel. Platí {\displaystyle \operatorname {arsinh} x=\ln \left(x+{\sqrt {x^{2}+1}}\right)}.

## Vlastnosti
- Definiční obor funkce

{\displaystyle {R}}
- Obor hodnot funkce

{\displaystyle {R}}
- Argument hyperbolického sinu je lichá funkce.

- Inverzní funkcí k argumentu hyperbolického sinu je {\displaystyle \sinh(x)}.

- Derivace:

{\displaystyle {\frac {d}{dx}}\operatorname {arcosh} \,x={\frac {1}{\sqrt {x^{2}+1}}}}
- Neurčitý integrál:

{\displaystyle \int \operatorname {arsinh} \,x\mathrm {d} x=x\operatorname {arsinh} \,x-{\sqrt {x^{2}+1}}+C}, kde {\displaystyle C} je integrační konstanta.
- Neomezená, rostoucí funkce
- Neperiodická funkce